# Bede Vincent Heather
Bede Vincent Heather (* 7. Dezember 1928 in Strathfield; † 25. Februar 2021 in Croydon, New South Wales) war ein australischer Geistlicher und römisch-katholischer Bischof von Parramatta.

## Leben
Bede Vincent Heather, eines von drei Geschwistern, studierte Philosophie am St Columba's College in Springwood, am St Patrick's Seminary in Manly und am Pontificio Collegio Urbano de Propaganda Fide in Rom. Der Kardinalpräfekt der Congregatio de Propaganda Fide, Pietro Fumasoni Biondi, spendete ihm am 9. Juli 1950 in Castel Gandolfo die Priesterweihe. Er war in der Seelsorge im Erzbistum Sydney tätig und unterrichtete einige Jahre biblische Sprachen und Literatur am St. Columba's Seminary in Springwood und am St. Patrick's Seminary in Manly. Zwischen 1973 und 1976 sammelte er Erfahrungen in Afrika, wo er am Bigard Memorial Seminary in Nigeria unterrichtete. Nach seiner Rückkehr 1977 wurde er Leiter eines Pastoralteams in Mount Druitt in Sydney.
Papst Johannes Paul II. ernannte ihn am 30. Juni 1979 zum Weihbischof in Sydney und Titularbischof von Obbi. Der Erzbischof von Sydney, James Darcy Kardinal Freeman, spendete ihm am 4. August desselben Jahres die Bischofsweihe; Mitkonsekratoren waren Thomas Francis Little, Erzbischof von Erzbistum Melbourne, und Albert Kanene Obiefuna, Bischof von Awka. Er war vor allem für die Region West-Sydney zuständig und unter anderem Co-Vorsitzender des katholischen/baptistischen internationalen Dialogs.
Am 8. April 1986 wurde er zum ersten Bischof des mit gleichem Datum errichteten Bistums Parramatta ernannt und am 18. Mai desselben Jahres in das Amt eingeführt. Am 10. Juli 1997 nahm Papst Johannes Paul II. sein vorzeitiges Rücktrittsgesuch an. Er lebte zuletzt im St. Ezekiel Moreno Nursing Home in Croydon.